# Thương mại tự do
Trong thương mại quốc tế, thương mại tự do là một kiểu thị trường lý tưởng, thường được xem như là một mục tiêu chính trị, mà sự trao đổi hàng hóa và dịch vụ giữa các nước được thực hiện không có sự kiểm soát bằng những chính sách nhập khẩu. Về học thuật, thương mại tự do được ủng hộ bởi những người theo trường phái kinh tế học tân cổ điển và kinh tế học vi mô. Họ cho rằng lợi ích của thương mại chính là giá trị thực có được của cả hai phía. Tuy nhiên, thương mại tự do bị phong trào chống toàn cầu hóa và tầng lớp công nhân lại có nhiều phản đối do xu hướng bị lạm dụng bởi các nước giàu có.
Thương mại tự do là khái niệm kinh tế và chính phủ, bao gồm:
- Thương mại tự do về hàng hóa không có thuế quan hay những hàng rào thuế quan.
- Thương mại tự do về dịch vụ không bị thuế quan và hàng rào thương mại.
- Tự do lưu chuyển lao động giữa các nước.
- Tự do lưu chuyển vốn giữa các nước.
- Sự vắng mặt của những chính sách thương mại bảo hộ (như là: thuế, tiền trợ cấp, quy định, hay luật) cho những xí nghiệp trong nước, các hộ gia đình, và các yếu tố sản xuất mà nước ngoài có lợi thế.
- Những chính sách bóp méo thương mại nhằm mục đích củng cố quyền sở hữu nhà đất để bảo đảm những quyền lợi trên.